# Bloch MB 210
Il Bloch MB 210 fu un bombardiere medio bimotore ad ala bassa sviluppato dall'azienda francese Société des Avions Marcel Bloch negli anni trenta.
Evoluzione del precedente Bloch MB 200, dal quale si distingueva per la collocazione dell'ala monoplana, da alta a bassa, e dall'adozione di un carrello d'atterraggio semiretrattile, venne adottato dall'Armée de l'air e dall'Aéronautique navale, rispettivamente l'aeronautica militare e la componente aerea della marina militare francese, entrando in servizio alla fine del 1936. Utilizzato in combattimento prima dai repubblicani durante la guerra civile spagnola e poi nella seconda guerra mondiale, non riuscì ad essere incisivo venendo ben presto relegato a compiti di seconda linea.

## Storia del progetto
Nei primi anni trenta l'imprenditore francese Marcel Bloch, titolare dell'omonima azienda, decise di avviare lo sviluppo di un nuovo modello per rispondere ad una specifica emessa nel 1932 dalla Marine nationale, la marina militare francese, per la fornitura di un aerosilurante-bombardiere pesante con cui equipaggiare i propri reparti della Aéronautique navale. Su iniziativa privata, Bloch incaricò il proprio ufficio tecnico di estrapolare un progetto adatto allo scopo: fu scelto di adottare la stessa tecnologia, la soluzione bimotore con carrello fisso e la costruzione interamente metallica, già utilizzata per lo sviluppo dell'MB 200 del quale, di conseguenza, il nuovo velivolo ricalcava l'aspetto generale: fusoliera squadrata, a sezione rettangolare con angoli arrotondati costituita da quattro longheroni angolari sui quali era avvolta la lamiera che delimitava la sezione irrobustita da "traverse ad U". La cellula era poi completata da un'ala a sbalzo posizionata bassa sulla fusoliera, soluzione tecnica ritenuta più adatta e più moderna.
Per valutare il più appropriato impianto propulsivo venne avviata la costruzione di due prototipi presso lo stabilimento di Courbevoie, uno indicato come MB 210.01 equipaggiato con una coppia di motori Gnome-Rhône 14Kdrs, radiali raffreddati ad aria, ed il secondo, indicato come MB 211.01 Verdun, che utilizzava invece una coppia di motori Hispano-Suiza 12Ybrs, dei 12 cilindri a V raffreddati a liquido.
Al termine della sua costruzione l'MB 210.01 venne inviato, il 27 luglio 1934 e via terra, a Villacoublay dove, con il pilota collaudatore André Curvale ai comandi, venne portato in volo per la prima volta il 24 novembre.
Tuttavia la marina francese ritenne che per un più efficace utilizzo del modello dovesse operare dalla superficie acquatica per cui venne richiesto di trasformare il prototipo in una versione idrovolante a scarponi, per cui il velivolo venne trasferito a Marignane per gli interventi necessari. Dopo la trasformazione venne inviato a Berre-l'Étang dove decollò dalla superficie acquatica della Laguna di Berre nel gennaio 1936. Dopo un lungo periodo di prove venne consegnato al centro di valutazione della marina di Saint-Raphaël, il 26 febbraio 1937. La serie di test che ne seguirono però rivelarono che le sue prestazioni generali erano inadeguate e che la sua autonomia risultava insufficiente per un idrovolante. Ciò nonostante la Marine nationale decise comunque di acquistare il velivolo che venne assegnato alla base di Saint-Raphaël, con il codice SR-25 (SR per Saint Raphaël) dove rimase operativo fino al 1940. Sebbene nel 1937 fosse stato emesso un preventivo ordine di fornitura per otto unità, che avrebbero dovuto assumere la designazione MB 218, al consorzio SNCASO, la produzione in serie non venne mai avviata.

## Utilizzatori
Bulgaria
- Vazhdushnite na Negovo Velichestvo Voiski

 Germania
- Luftwaffe

 Francia
- Armée de l'air
- Aéronautique navale

 Francia di Vichy
- Armée de l'air de l'armistice

 Romania
- Forțele Aeriene Regale ale României

 Spagna
- Fuerzas Aéreas de la República Española

### Annotazioni
1. ↑  Le fonti non sono concordi nel citare la designazione del velivolo, talvolta, specie nelle fonti in lingua inglese indicato con il punto (MB.210), o doppiamente puntato (M.B.210), così come con un trattino (MB-210), in lingua francese, o con lo spazio (MB 210).

### Fonti
1. ↑  Green 1967, p. 128.
2. 1 2 3 4  Dassault, MB 210-211.